# ざけんなョ!!シリーズ
『ざけんなョ!!シリーズ』（ざけんなよ!!シリーズ）は、フジテレビ系「金曜ドラマシアター」枠で放送されたテレビドラマのシリーズ。全10作。

## 概要
主婦やOLを主人公にしたコメディドラマ。主婦やOLが抱えがちな嫁姑関係・ご近所関係・職場での人間関係・夫婦関係などにまつわるストレスを主人公が抱えてしまい、最終的には皆の前で怒りを爆発させてしまうというストーリー。
主人公が怒りを爆発させた後は周囲の人達が反省して主人公と和解したり、主人公に対して酷い行いをしていた人物が制裁を受けるなどして主人公は平穏な日常を過ごすというハッピーエンドになるパターンが多かった。
毎回主演女優たちが「ざけんなョ!!」と啖呵を切る場面が見所となっていた。

## 放映リスト
| 回                             | タイトル                   | 放送日                     | サブタイトル               | 出演者 | 脚本                       | 演出                       |
| 放送枠：金曜ドラマシアター     | 放送枠：金曜ドラマシアター | 放送枠：金曜ドラマシアター | 放送枠：金曜ドラマシアター | 放送枠：金曜ドラマシアター | 放送枠：金曜ドラマシアター | 放送枠：金曜ドラマシアター |
| ------------------------------ | -------------------------- | -------------------------- | -------------------------- | --- | -------------------------- | -------------------------- |
| 1                              | 主婦たちのざけんなョ!!     | 1992年1月10日              | 不倫防虫剤の効能           | スガ子：桃井かおり、スガ子の姑：南美江、スガ子の夫：長塚京三、友里千賀子、横山めぐみ、佐戸井けん太、速水典子、大島蓉子、金子正樹、金子哲也、井上彩、亀山助清、長谷有洋、椎名茂、北村隆幸、石坂明、加瀬巧一                                           | 中園美保                   | 鈴木雅之                   |
| 1                              | 主婦たちのざけんなョ!!     | 1992年1月10日              | 愛しの冷蔵庫               | 市子：岸本加世子、市子の夫：嶋田久作、一色彩子、石井寧、深谷あかり、上原由恵、横田砂選、土橋隆弘、不来方晃、大西千秋、木村雅、菅田聡、今井耐介、キャロライン・コーリー、吉見純麿                                                                     | 塩田千種                   | 星田良子                   |
| 1                              | 主婦たちのざけんなョ!!     | 1992年1月10日              | 仕切り魔の涙               | 桐子：泉ピン子、桐子の夫：西岡徳馬、石井富子、立石凉子、後藤加代、北村魚、山本ふじこ、水野あや、本庄和子、飯島美有紀、鎌手宣行、木村翠、夏川加奈子、神野桃、水森コウ太、尾崎節子、阿部光子、劇団白鳥座                                               | 清水曙美                   | 藤田明二                   |
| 2                              | 主婦たちのざけんなョ!!II   | 1992年5月15日              | 夜のオツトメが怖い         | エツ子：かたせ梨乃、エツ子の夫：萩原流行、下元勉、塩見三省、船場牡丹、松井紀美江、住吉理栄、須永慶、卜字たかお、中西治正、中村元則、望月太郎、三井善忠、佐藤百起、星子欣也、三浦勉、岩岡貴裕、秋元啓亨、中島由貴、東京乾電池                         | 中園美保                   | 鈴木雅之                   |
| 2                              | 主婦たちのざけんなョ!!II   | 1992年5月15日              | 子供作ルベカラズ           | 里香：工藤夕貴、昌也：西村和彦、武田久美子、緋多景子、水島新太郎、渡辺航、大寶智子、田中雅子、関本健太、戸沢佑介、風間将義、宇都宮理子、麻倉亜似衣、岩下玲子、臼井宏典、小高城司                                                                     | 桑原真理子                 | 松田秀知                   |
| 2                              | 主婦たちのざけんなョ!!II   | 1992年5月15日              | パートさん優遇す?          | 佳乃：市毛良枝、角野卓造、松金よね子、山崎大輔、宮田早苗、時田成美、浅川剣介、村野友美、永田耕一、椎名茂、長谷有洋、松美里杷、鈴木義男、島田果枝、木村翠、近藤大基、舘坂優、トヤマ堂瑚、水島紀子、劇団白鳥座、古賀プロ、セントラル子供タレント       | 清水曙美                   | 星田良子                   |
| 3                              | 主婦たちのざけんなョ!!III  | 1992年10月16日             | 学問ノススメ!?             | 静枝：池上季実子、静枝の夫：平田満、五大路子、佐々木すみ江、西田健、富田三千代、芦沢孝子、菊池かおり、佐藤幸雄、翁華栄、真鍋敏宏、田村亜耶、曽雌達人、石井正美、劇団白鳥座                                                                           | 倉沢左知代                 | 星田良子                   |
| 3                              | 主婦たちのざけんなョ!!III  | 1992年10月16日             | OLでナゼ悪い!?             | カナ子：国生さゆり、豊原功補、中原ひとみ、秋本奈緒美、蛍雪次朗、佐渡稔、渡辺ゆう子、相川恵里、松永紗果、李鐘浩、中田浄、山口みよ子、真山惠衣、山口純平、瀬下和久、野尻忠正、有村圭助                                                                 | 中園美保                   | 鈴木雅之                   |
| 3                              | 主婦たちのざけんなョ!!III  | 1992年10月16日             | 離婚クーデター!            | 苑子：香川京子、白木万理、苑子の夫：天田俊明、柳家小さん、柳川慶子、杉山亜矢子、朝井翔、青島健介、細川順子、ブライアン・パーキンス | 清水曙美                   | 藤田明二                   |
| 放送枠：金曜エンタテインメント |                            |                            |                            | |                            |                            |
| 4                              | OLたちのざけんなョ!!       | 1993年4月23日              | 社員旅行は大ッ嫌い         | 野中あかり：松雪泰子、小田切：梨本謙次郎、玉置裕一：京晋佑、増田由紀夫、樋渡真司、部長：久保晶、谷口次長：須永慶、佐伯係長：でんでん、麻里万里 | 中園美保                   | 河野圭太                   |
| 4                              | OLたちのざけんなョ!!       | 1993年4月23日              | 満員電車通勤地獄           | 裕木奈江、石橋保、西原さおり、荒井乃梨子、向井亜紀、上田耕一 | 信本敬子                   | 佐藤祐市                   |
| 4                              | OLたちのざけんなョ!!       | 1993年4月23日              | 対決!! 大奥女の闘い        | 和久井映見、中島唱子、沢田亜矢子、山村美智子、円城寺あや、勝部演之 | 永井愛                     | 星田良子                   |
| 5                              | ざけんなョ!!5              | 1993年10月22日             | 一般職OLの悲哀             | 勝子：中森明菜、石野陽子、村井国夫、井上彩名、石井洋祐、山下容莉枝、矢沢美樹、野村信次、若林万記子、白石 RUTH、TOM DOLAN、劇団白鳥座 | 倉沢左知代                 | 河野圭太                   |
| 5                              | ざけんなョ!!5              | 1993年10月22日             | バブル家族・妻の反乱       | 榊原郁恵、益岡徹、加藤治子、田根楽子、市川勇、山口詩史、鳥居紀彦、佐伯怜子、河野靖、川崎貴子、千喜良寿子、高柳葉子、村上はるみ、黒沢怜良、山崎孝文、大泉翼、東京児童劇団                                                                             | 永井愛                     | 佐藤祐市                   |
| 5                              | ざけんなョ!!5              | 1993年10月22日             | 世界で一番不幸な男         | 陣内孝則、森尾由美、高田敏江、田島令子、河原さぶ、小高恵美、水城蘭子、渡辺哲、池田成志、水木薫、水野あや、白石貴綱、中上ちか、おやま克博、横田砂選、長棟嘉道、西島愛、劇団ひまわり                                                                   | 清本由紀                   | 木下高男                   |
| 6                              | ざけんなョ!!6              | 1994年4月15日              | 子持ちだって働きたい       | 古手川祐子、うじきつよし、佐戸井けん太、水城蘭子、塚本信夫、仲根徹、のむらゆみ、小川雅弘、川上理英子、鈴木義男、喜多道枝、中川真弓、嵯峨田啓子、熊谷俊哉、臼井守、水森コウ太、本田清澄、有村圭助、岡田達郎、綿内大樹、劇団白鳥座                     | 中園ミホ                   | 佐藤祐市                   |
| 6                              | ざけんなョ!!6              | 1994年4月15日              | 結婚は女の墓場!?           | 千堂あきほ、渡辺いっけい、北村総一朗、寺田路恵、絵沢萠子、清水幹雄、中丸新将、植田あつき、寺田千穂、宮崎光倫、木村翠、松美里杷、吉江芳成、加藤治、戸沢佑介、奥村寛司、劇団白鳥座                                                                     | 永井愛                     | 木下高男                   |
| 6                              | ざけんなョ!!6              | 1994年4月15日              | 家を買ってはみたものの     | 大地真央、佐藤B作、三條美紀、奥菜恵、有福正志、木村直子、中澤敦子、北川東子、青木海、劇団白鳥座 | 清本由紀                   | 藤田明二                   |
| 7                              | ざけんなョ!!7              | 1994年9月23日              | めざめろマザコン亭主       | 大里牧子：沢口靖子、大里満彦：西村雅彦、牧子の姑：大空眞弓、石井トミコ、草村礼子、島ひろ子、中川真弓、みやなおこ、宮本ひとみ、富田三千代、松熊信義、高久恵美、岩本宗規、二期会、東京乾電池、アンサンブルのぞみ、劇団白鳥座                           | 中園ミホ                   | 藤田明二                   |
| 7                              | ざけんなョ!!7              | 1994年9月23日              | 主婦が綺麗で何故悪い!?     | 萬田久子、渡辺正行、南條玲子、石井愃一、大林丈史、清水めぐみ、工藤明子、並樹史朗、円城寺あや、安田夏望、斉藤慧、橋本清美、藤田啓而、新井量大、渡辺康子、上原由恵、真鍋敏宏、諏訪圭一、楠見尚己、ミルヴィサージュ                                     | 清本由紀                   | 河野圭太                   |
| 7                              | ざけんなョ!!7              | 1994年9月23日              | 親の面倒誰が見る?          | 多岐川裕美、原田大二郎、鈴木光枝、梅津栄、有川博、北見敏之、銀粉蝶、西村淳二、日野陽仁、山本園子、細山田隆人、三田哲夫、松本洋奈 | 永井愛                     | 佐藤祐市                   |
| 8                              | ざけんなョ!!8              | 1995年4月14日              | ホントにあなたの子供です!  | 鷲尾いさ子、橋爪淳、トミーズ雅、樋田慶子、久保晶、田中雅子、畠山明子、中村夏海、加倉井えり、谷川昭一郎、大沢正幸、関みゆき、羽田圭子、吉見純磨、相澤慈元、真島海斗、劇団白鳥座、セントラルチャイルド                                                 | 中園ミホ                   | 佐藤祐市                   |
| 8                              | ざけんなョ!!8              | 1995年4月14日              | 専業主婦でナゼ悪い!?       | 東ちづる、美木良介、鳥越マリ、山中秀樹、大島蓉子、遠山俊也、今井里美、中尾貴美子、松澤重雄、豊田一也、吉田亮、岩田有理、芳澤拓真 | 中山乃莉子                 | 松田秀知                   |
| 8                              | ざけんなョ!!8              | 1995年4月14日              | 悲劇!! 長男の嫁            | 八代亜紀、大和田伸也、中原早苗、朝加真由美、佐戸井けん太、古手川伸子、冨家規政、趙方豪、星遥子、深町真喜子、今井耐介、青木海、橋本さつき、清水穣司、浅木友紀彦、福島彰太、佐藤香織、山口麻奈美                                                       | 清水曙美                   | 藤田明二                   |
| 9                              | ざけんなョ!!9              | 1995年10月27日             | 二世帯住宅の甘い罠         | 坂井真紀、布川敏和、小野武彦、赤座美代子、みやなおこ、久保晶、松美里杷、劇団白鳥座 | 清本由紀                   | 河野圭太                   |
| 9                              | ざけんなョ!!9              | 1995年10月27日             | お産はギャンブルじゃない!? | 渡辺満里奈、森脇健児、石井洋祐、木村翠、阿南健治、上田真士、小松正一、樋口しげり、和歌まどか、小野沢知子、井上裕季子、本田清澄、望月千恵子、セントラル子供タレント、劇団白鳥座                                                                       | 橋部敦子                   | 木下高男                   |
| 9                              | ざけんなョ!!9              | 1995年10月27日             | 私を旅行に連れてって!?     | 田中好子、伊武雅刀、東山明美、町田博子、橘雪子、伊藤俊人、山崎一、須永慶、野上真弥、伊藤隆大、今田里子、山本咲織、劇団白鳥座 | 中園ミホ                   | 藤田明二                   |
| BSフジにて放送                 |                            |                            |                            | |                            |                            |
| 10                             | ざけんなョ!!10             | 2011年5月18日              | 噂話をぶっとばせ!          | 早坂亜美：葉月里緒菜、早坂正二：内藤剛志、山村美智子、深浦加奈子、井上彩名、円城寺あや、ただのあっ子、斉藤清子、甲本雅裕、田中龍、小松正一、白川達士、佐古正人、市原清彦、康本美紀、秦由香里、指田ゆかこ、福沢まりえ、猫背椿、エンゼルプロ           | 橋部敦子                   | 星田良子                   |
| 10                             | ざけんなョ!!10             | 2011年5月18日              | 飛んで火に入る玉の輿       | 飯塚明子：松下由樹、野上孝：細川茂樹、冨士眞奈美、北村総一朗、山田吾一、河原さぶ、畠山明子、増田由紀夫、湯浅けい子、松美里杷、ドン貫太郎、斉藤あきら、五月晴子、恩田惠美子、川俣しのぶ、田口主将、伊藤眞、佐藤広義、進藤浩志、林和義、飯山市の皆さん | 清本由紀                   | 平野眞                     |
| 10                             | ざけんなョ!!10             | 2011年5月18日              | 死んで花実が咲くものか     | 伊沢好子：風吹ジュン、伊沢裕一：渡辺慶、坂俊一、山口晃史、川上夏代、立石凉子、田山涼成、水木薫、重田千穂子、夏川さつき、松本じゅん、望月太郎、大矢兼臣、渡辺憲吉、三本英明、今井耐介                                                                 | 中山乃莉子                 | 河野圭太                   |

## エピソード
1992年1月10日放送の「愛しの冷蔵庫」の回の劇中で、主人公の市子(岸本加世子)がお宅訪問にやって来た主婦仲間達に自宅の冷蔵庫を見せる場面で「勝手に氷！」と冷蔵庫の機能(自動製氷機能)を披露している。これは本放送当時(1992年)、演者の岸本が東芝の冷蔵庫のCMに出演した際のセルフパロディである。

## スタッフ
- プロデューサー：関口静夫
- 技術協力：バスク
- 美術協力：フジアール
- 制作：フジテレビ、共同テレビ